# San Sebastián de La Gomera

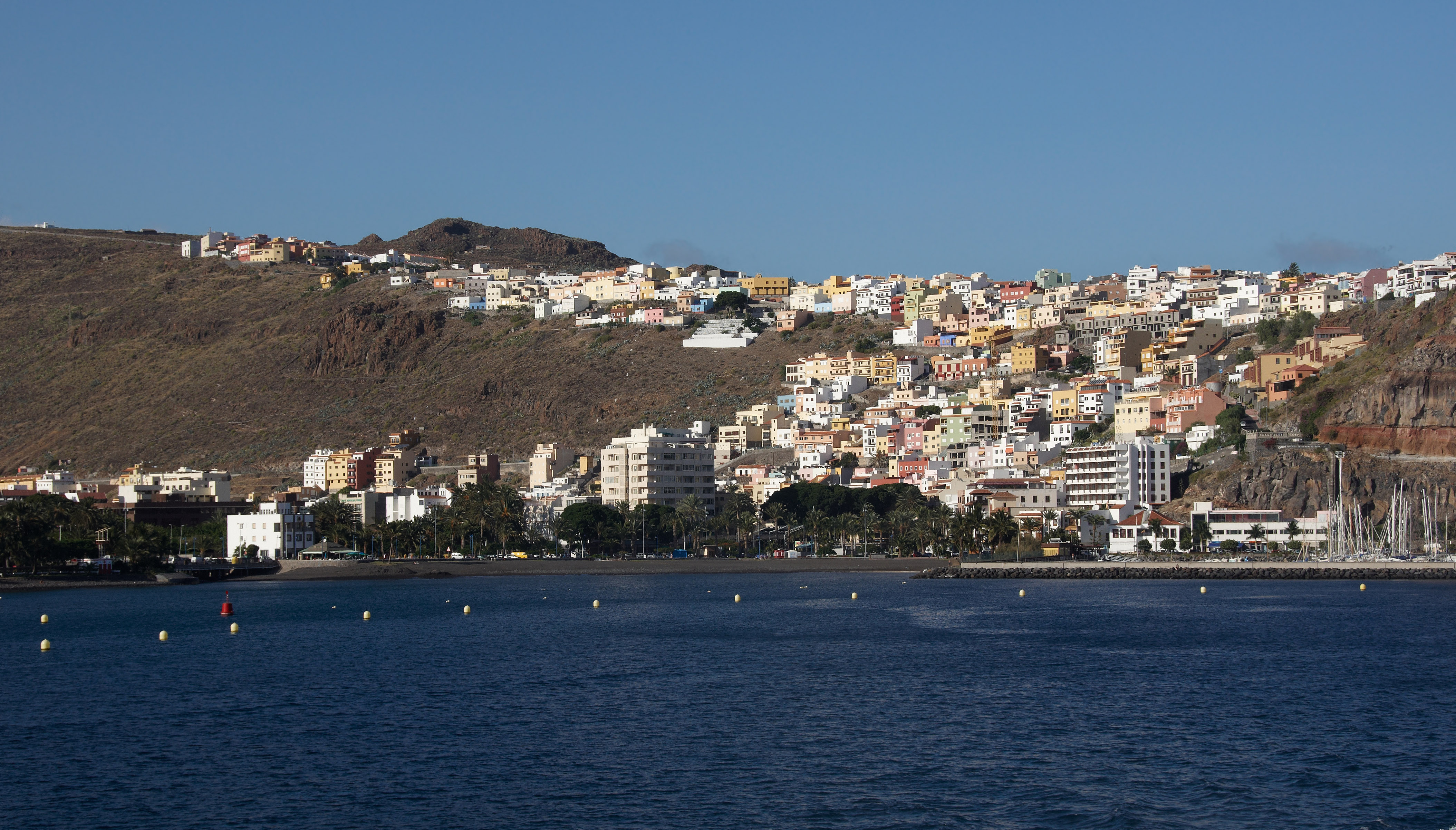
San Sebastián von Norden

San Sebastián de La Gomera ist die Hauptstadt der zu Spanien gehörigen Kanarischen Insel La Gomera. Sie liegt an der Ostküste und ist nach Einwohnerzahl und Fläche die größte der sechs Gemeinden der Insel.

## Lage
San Sebastián liegt im Osten der nahezu kreisrunden Insel La Gomera im Tal des Barranco de la Villa. Das Flussbett führt allerdings nur nach Regenfällen Wasser. Im oberen Bereich des Barrancos wurden Stauseen (Embalses) angelegt, um das Oberflächenwasser für Bewässerungszwecke zu sammeln.
Das Stadtgebiet erstreckt sich über folgende Ortsteile:
- Zentrum mit La Lomada ⊙, El Calvario ⊙, Las Gallanas, La Gallarda ⊙
- El Molinito und El Langrero (nordwestlich des Ortskerns in 2 bis 3 km Entfernung ⊙)
- El Barranco (nordwestlich des Ortskerns in 7 km Entfernung)
- La Laja (nordwestlich des Ortskerns in 11 km Entfernung in der Nähe des Naturparks ⊙, Verbindung über die CV-1)
- Barranco de Santiago, Tecina, Laguna de Santiago, Benchijigua, Vegaipala, Las Toscas, Ayamosna, Jerdune, Lo del Gato, El Cabrito (kleine Siedlungen und Gemeindeteile im Südwesten, etwa in 30 km Entfernung über die TF-713)
- Enchereda (auch Incherada) (nordwestlich über die TF-711 und eine Nebenstraße zu erreichen ⊙)

Nachbargemeinden sind Hermigua im Nordwesten und Alajeró im Südwesten.

## Geschichte
San Sebastián de La Gomera gehört zu einem der Siedlungsgebiete der Gomeros (Ureinwohner). Im Jahre 1440 besetzte Hernán Peraza den Ort, an dem sich heute die Hauptstadt der Insel befindet, am Ende der Schlucht Barranco de la Villa. Er gab ihm den Namen San Sebastián.
Die ersten Gebäude, noch vor der vollständigen Eroberung der Insel errichtet, sind die Kirche Ermita de San Sebastián, die sich heute außerhalb des Siedlungskerns befindet, die Casa de los Peraza auf dem Grundstück Pozo de la Aguada, die Kirche von Iglesia de Nra. Sra. de La Asunción in der Calle del Medio, die erst nur eine kleine Kapelle war, sowie der 15 Meter hohe, dreigeschossige Wehrturm Torre del Conde (Turm des Grafen) in der Mitte des Tales. Diesen ließ Hernán Peraza (der Ältere) um 1450 zum Schutz gegen die Ureinwohner bauen.
Die Hauptstadt der Insel entwickelt sich von zwei Richtungen aus, von Seiten der Casa de los Peraza und von der Iglesia de la Asunción her, zwischen denen später die Calle Real gebaut wurde, Beginn des Camino Real (Königsweges), der wichtigsten Straße der Insel.
Christoph Kolumbus brach von dort am 6. September 1492 vermeintlich nach Indien auf. Doña Beatriz de Bobadilla, die Witwe des Grafen Hernán Peraza, gewährte ihm Hilfe bei der Reparatur seines schnellsten Schiffes, der Pinta. Im alten Zollhaus  La Aguada gibt es noch den Brunnen, dem Kolumbus Wasser für die Überfahrt und die „Taufe Amerikas“ entnehmen ließ.

## Verkehr
Der Hafen von San Sebastián ist Eingangstor für die gesamte Insel. Von hier gibt es unter anderem Fährverbindungen (z. B. Fred. Olsen Express) zu den Nachbarinseln Teneriffa, La Palma und El Hierro. Die Entfernung zum nächstgelegenen Fährhafen Los Cristianos auf Teneriffa beträgt 38 Kilometer. Seit 2000 wurde der Sporthafen erheblich ausgebaut.
Von San Sebastián aus gehen zwei wichtige Hauptstraßen zu den anderen Orten der Insel. Die Landstraße GM 1 führt in den Norden, ist etwa 50 Kilometer lang und verbindet die Stadt mit Vallehermoso. Die Landstraße GM 2 führt am Roque de Agando vorbei und verbindet, mit einem Abzweig nach Playa Santiago, San Sebastián mit dem Valle Gran Rey.
Der Busbahnhof Estatión de Guaguas befindet sich in San Sebastián, Avenida del Quinto Centenario (der Autobus wird auf den Kanarischen Inseln guagua genannt). Vom Busbahnhof bestehen Linienverbindungen zu anderen Orten La Gomeras.

## Sehenswürdigkeiten
- der Turm des Grafen, Torre del Conde im gleichnamigen Park (Lage:)
- das Museum Casa de Colón mit dem Kolumbusbrunnen (Lage:)
- der Brunnen Pozo de La Aguada im alten Zollhaus (Lage:)
- der Felsen Los Roques
- die Schlucht Barranco del Cabrito (Lage:)
- Naturschutzgebiet Puntallana (Lage:)
- der Naturpark von Majona (Lage:)
- der Parador Conde de La Gomera; 70 Meter über dem Meeresspiegel in Lomo de la Horca. Das ist ein meist in historischen Gebäuden eingerichtetes, bisher staatliches Luxushotel (Lage:)

### Kirche Nuestra Señora de la Asunción
Die Geschichte der Iglesia de Nuestra Señora de la Asunción reicht ins 15. Jahrhundert zurück. Hernán Peraza („El Viejo“) errichtete um 1450 eine einschiffige Kapelle aus Ziegel- und Bruchsteinen. Diese Gebetsstätte, eine Festung als Wohnsitz des Herrschers und ein anfänglicher Weg, bildeten Ausgangspunkte für alle Inselverbindungen (damals noch per Schiff oder Boot) und letztlich die Keimzelle der Ortschaft. Die Kapelle wurde sodann letzte Ruhestätte des Sohnes des Herrschers, Guillén Peraza, und Zeugin der Lobeshymne der Kolumbus-Flotte auf die Hl. Maria, das Salve Marinera. Ende des 15. Jahrhunderts, also wenig nach der Abfahrt Kolumbus’ nach Amerika, wurde die Kapelle abgerissen und durch eine neue, dreischiffige Kirche ersetzt. Sie erhielt in den folgenden fünfzig Jahren qualitativ und quantitativ beste Ausstattung. Aus dieser Zeit stammt das Kreuzrippengewölbe aus rotem Tuffstein sowie die Fassade. Der spätbarocke Hochaltar mit einer Christusfigur stammt von dem kanarischen Künstlers José Luján Pérez (1756–1815). Die Kirche wird als bedeutendes Beispiel der gotischen Baukunst im atlantischen Gebiet gesehen, in der die Bauweise der spanischen Katholischen Könige mit dem portugiesischen Manuelino-Stil verschmilzt.
Wie der Stadt, so widerfuhr es auch der Kirche: Im Laufe der Zeit wurde sie mehrfach durch Piratenüberfälle beschädigt oder zerstört. 1632 wurde der Küster beauftragt, eine Truhe für die Kirchenbücher zu bauen, um diese schnell in Sicherheit bringen zu können. Auch musste er Seil und Seilrolle bereithalten, um die Kirchenglocken schnell abhängen zu können, um sie vor der Plünderung durch Piraten zu retten.
Zeitweise wurde die Kirche vernachlässigt, das Chorgestühl diente als Brennholz für die Heizkessel der Schiffe, die flämischen Orgelpfeifen wurden nach Gewicht dem ortsansässigen Schmied verkauft, die Altäre zersägt, die Heiligenbilder in Abstellkammern aufbewahrt.

## Wirtschaft
Heute ist die Wirtschaft der Gemeinde hauptsächlich durch die Funktionen als Hauptstadt und Hafen der Insel bestimmt, mit der entsprechenden Entwicklung der öffentlichen Dienstleistungen und dem Dienstleistungssektor allgemein, insbesondere von Transport, Handel und dem Tourismus von Teneriffa.

## Orte der Gemeinde
Die Bevölkerungszahlen in Klammern stammen aus dem Jahr 2007.
- San Sebastián de La Gomera (6.984)
- El Atajo (47)
- Ayamosna (6)
- Barranco de Santiago (83)
- Benchijigua (2)
- El Cabrito (8)
- Chejelipes (38)
- Inchereda (17)
- El Jorado (31)
- Laguna de Santiago (357)
- La Laja (92)
- Lo Del Gato (13)
- Lomito Fragoso y Honduras (84)
- El Molinito (432)
- San Antonio y Pilar (44)
- Tejiade (44)
- Las Toscas (8)
- Tecina (190)
- Vegaipala (9)

## Feiertage
- 20. Januar: San Sebastián
- 7. Oktober: Bajada de la Virgen

## Impressionen von der Kirche

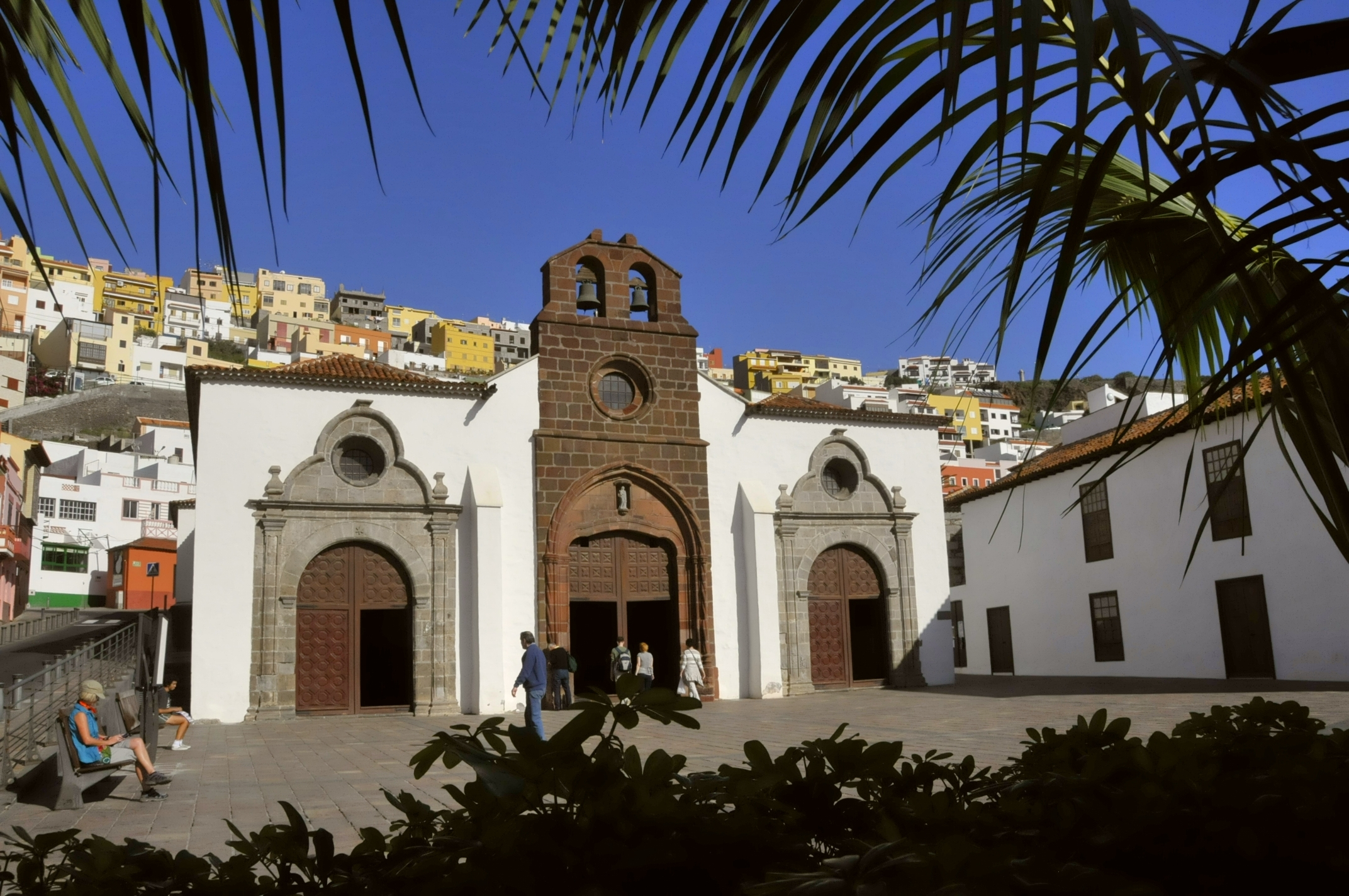
Straßenseite
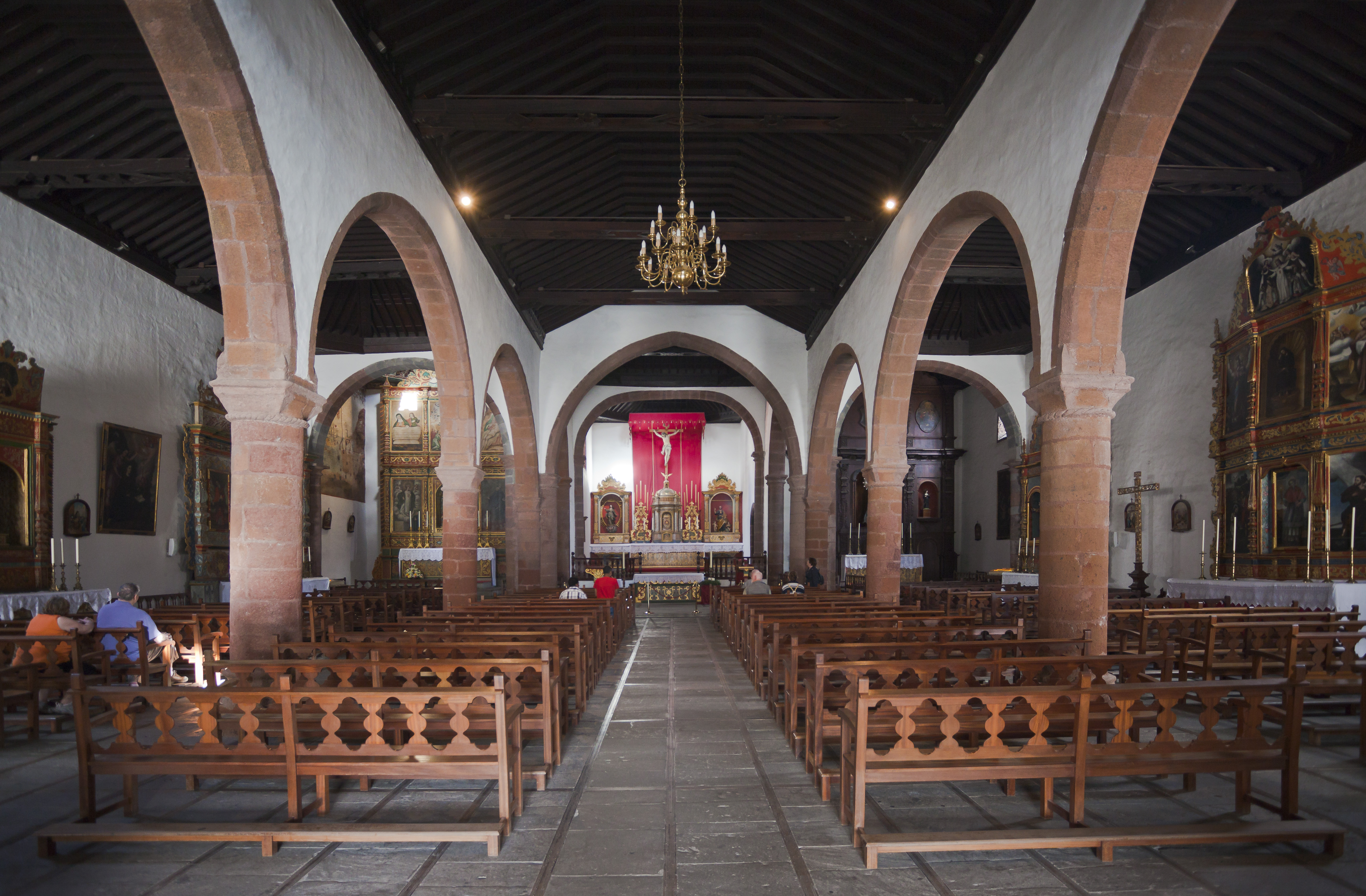
Inneres
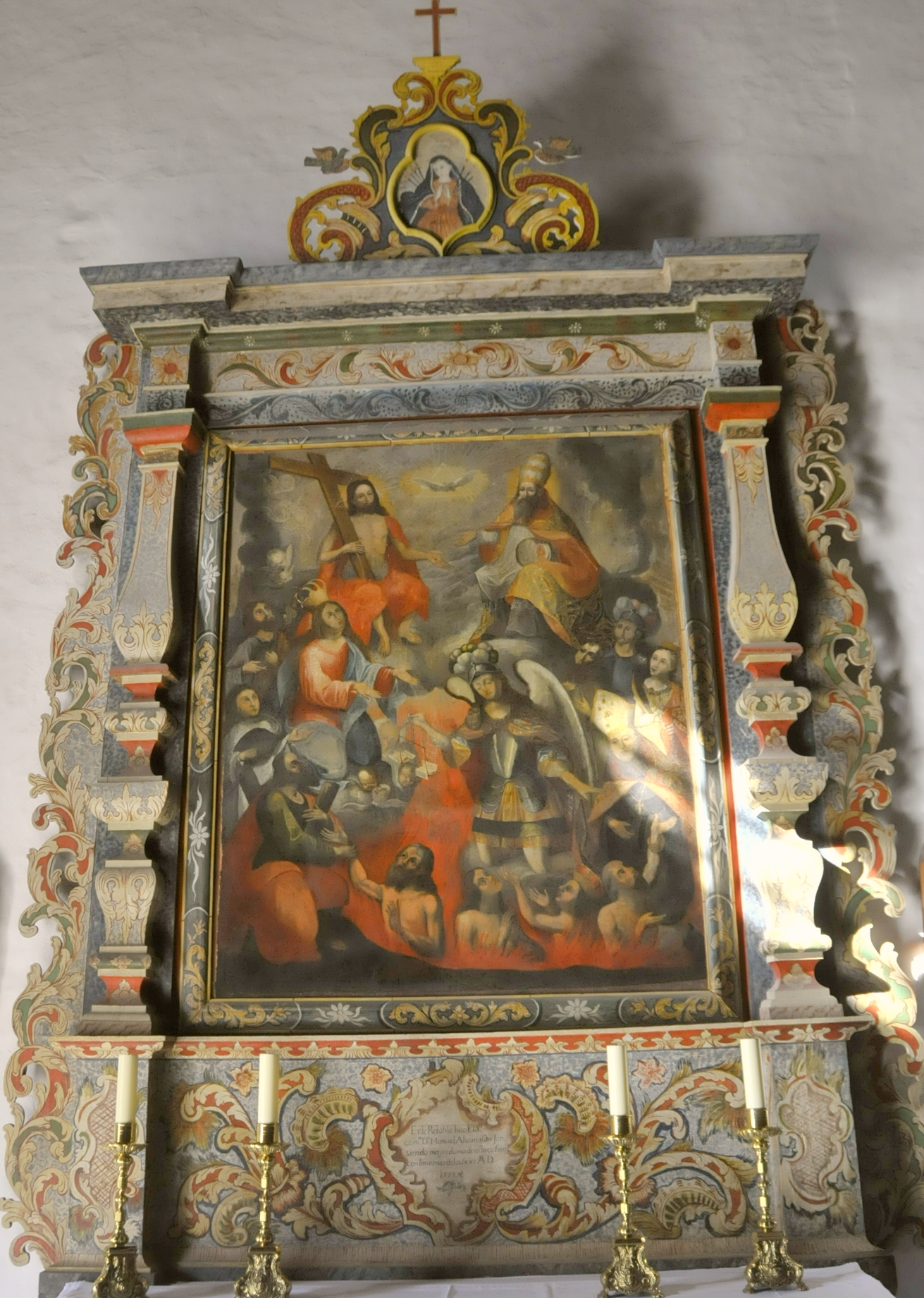
Nebenaltar
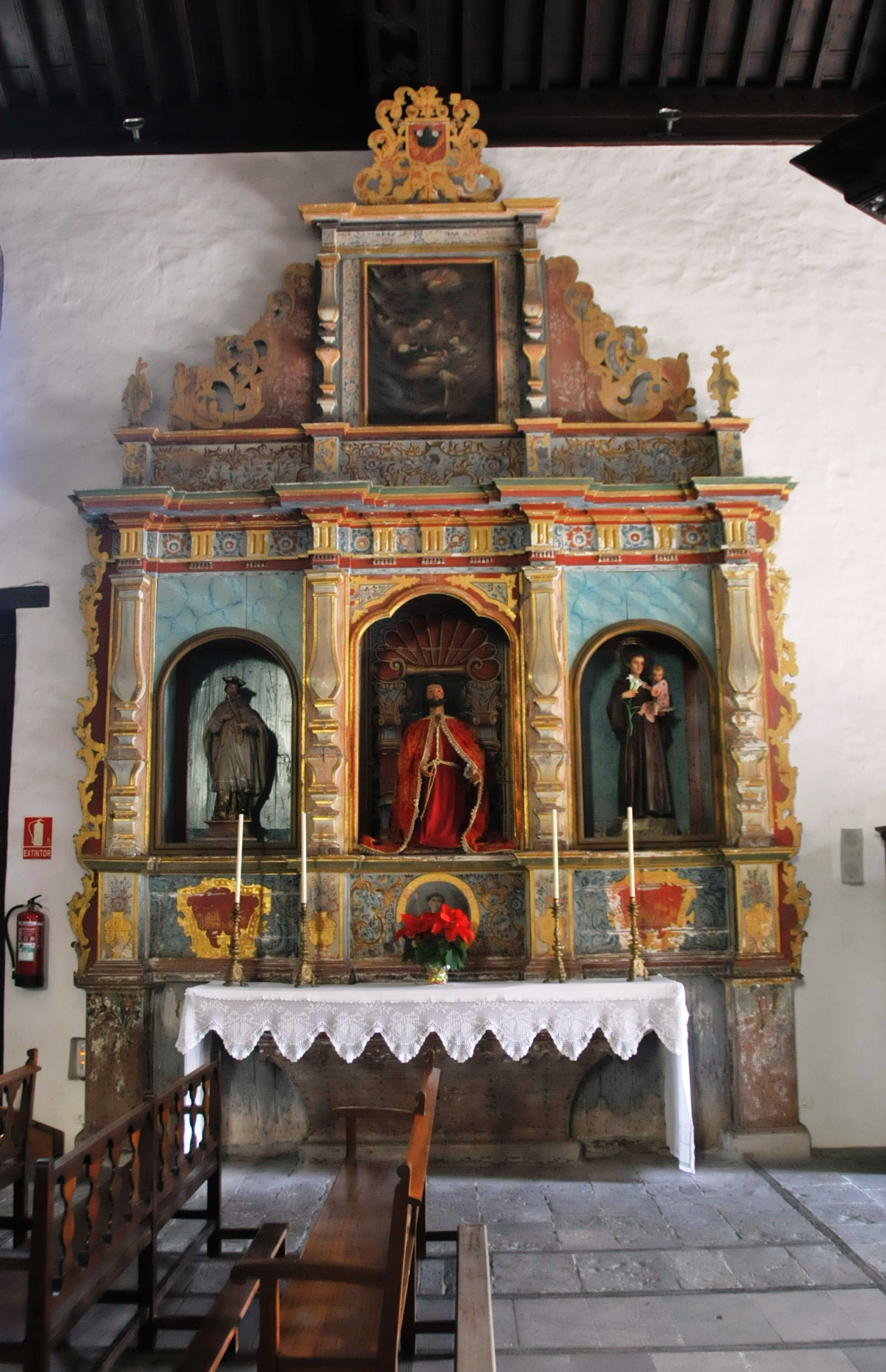
Nebenaltar
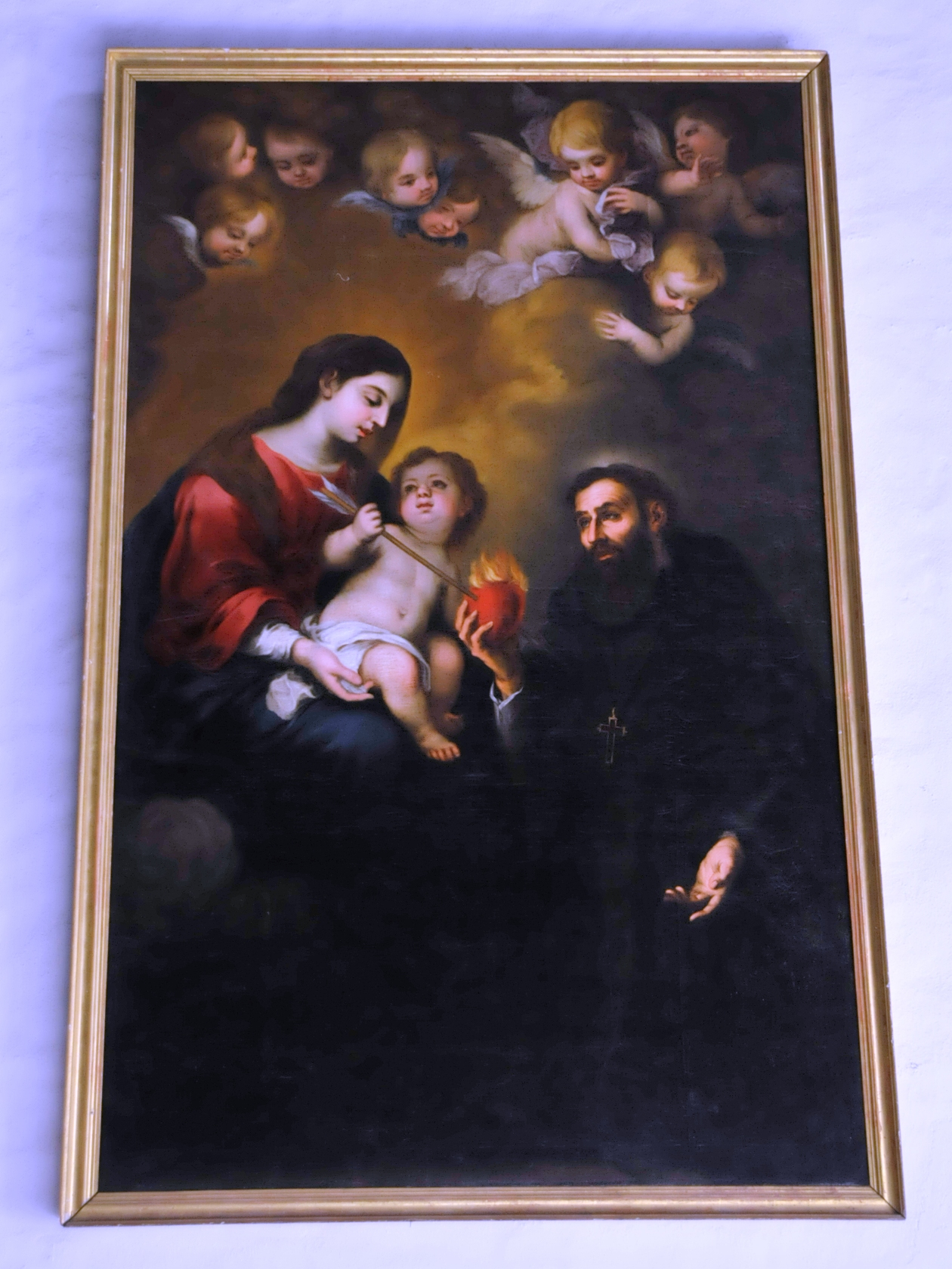
Wandgemälde
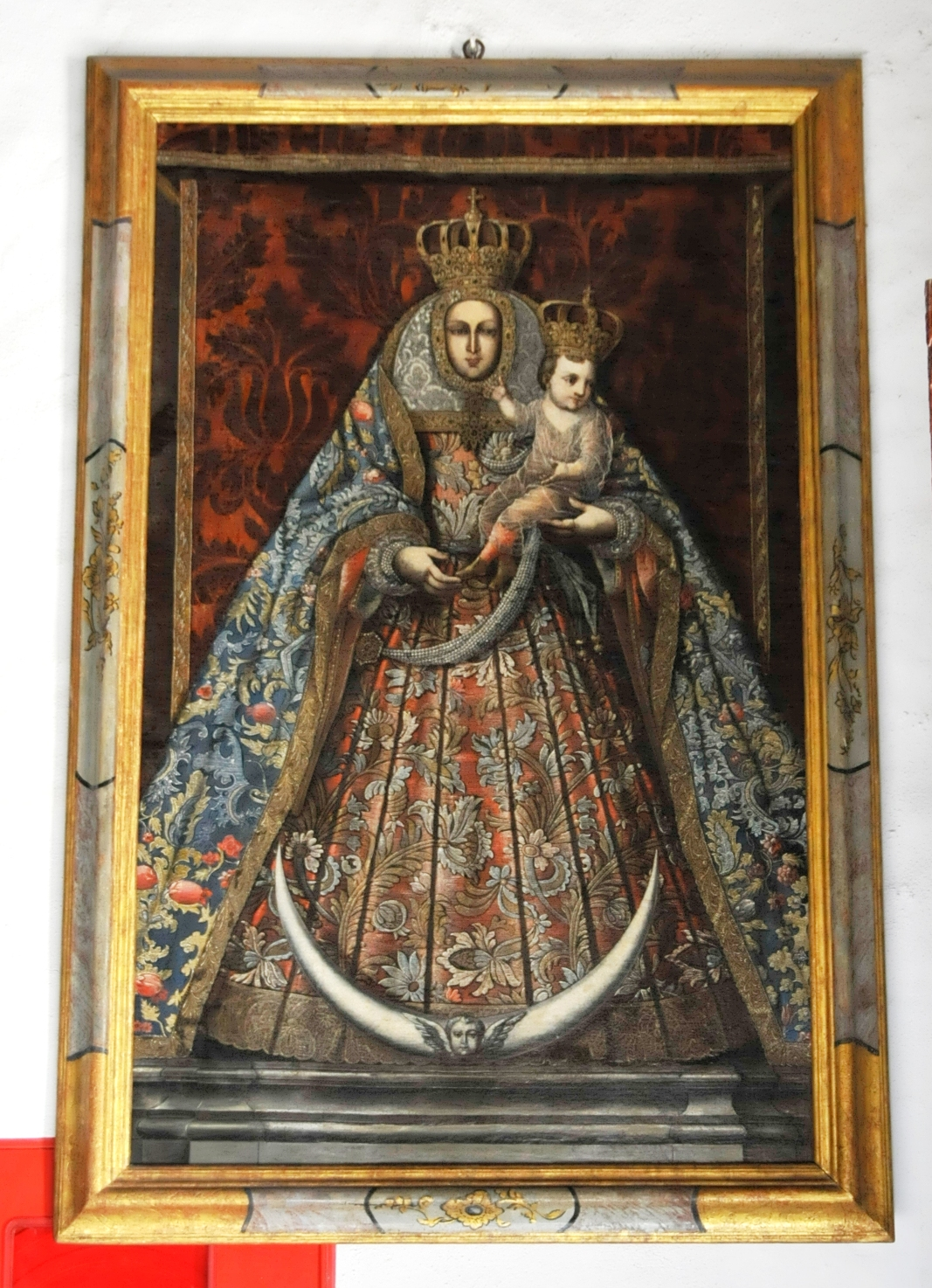
Wandgemälde
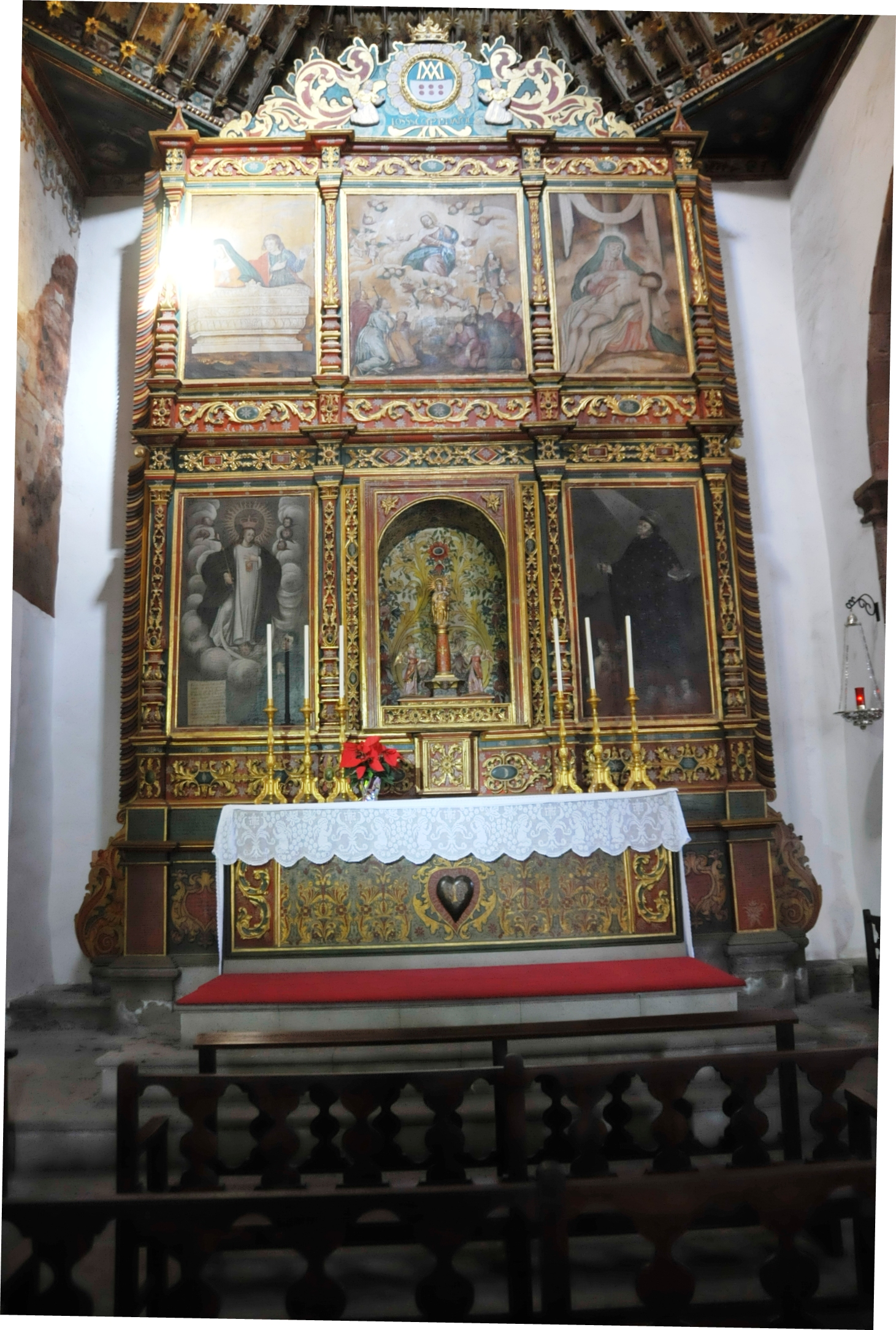
Hauptaltar
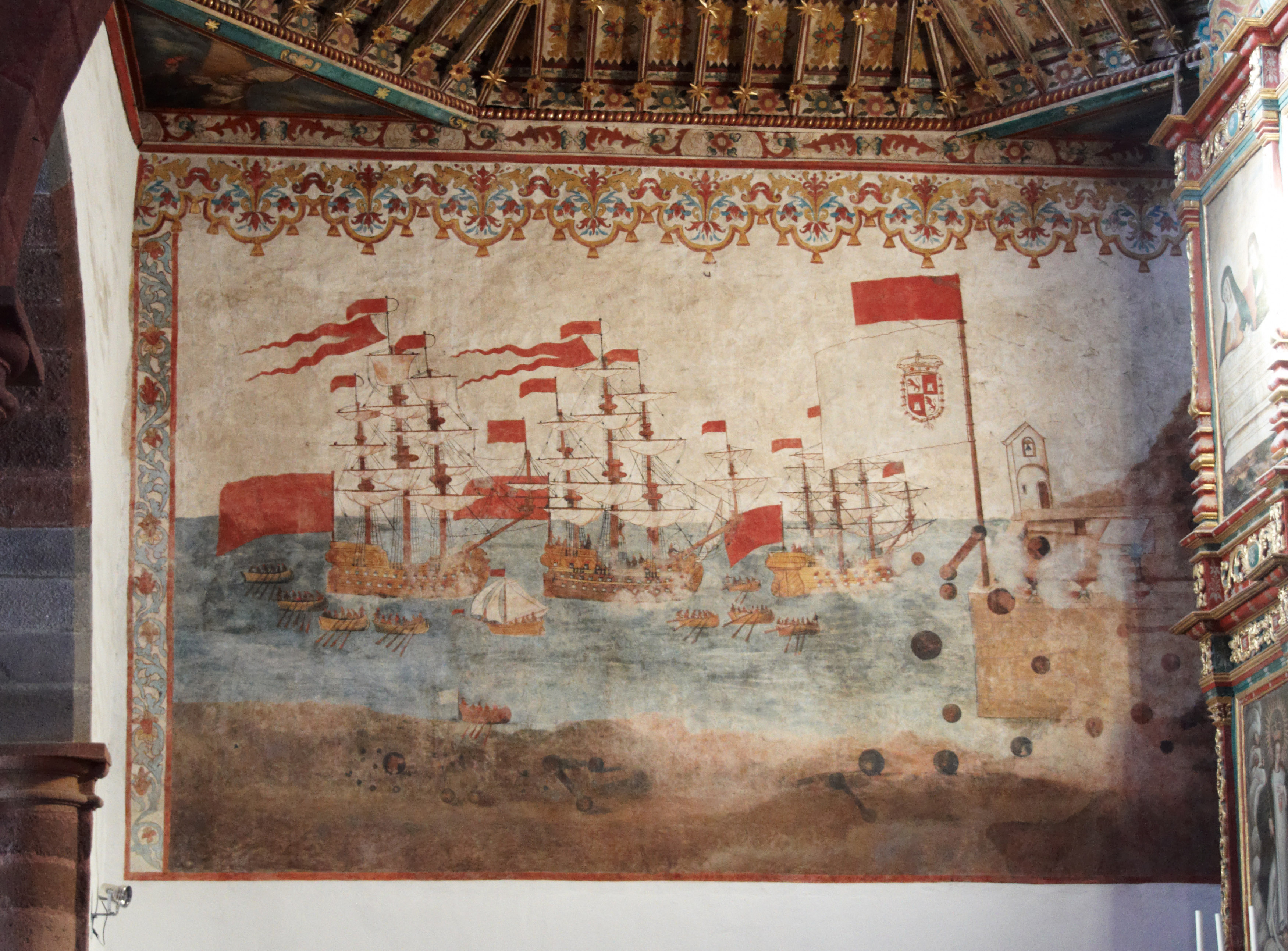
Wandgemälde von 1743, das die erfolgreiche Abwehr einer britischen Piratenflotte schildert
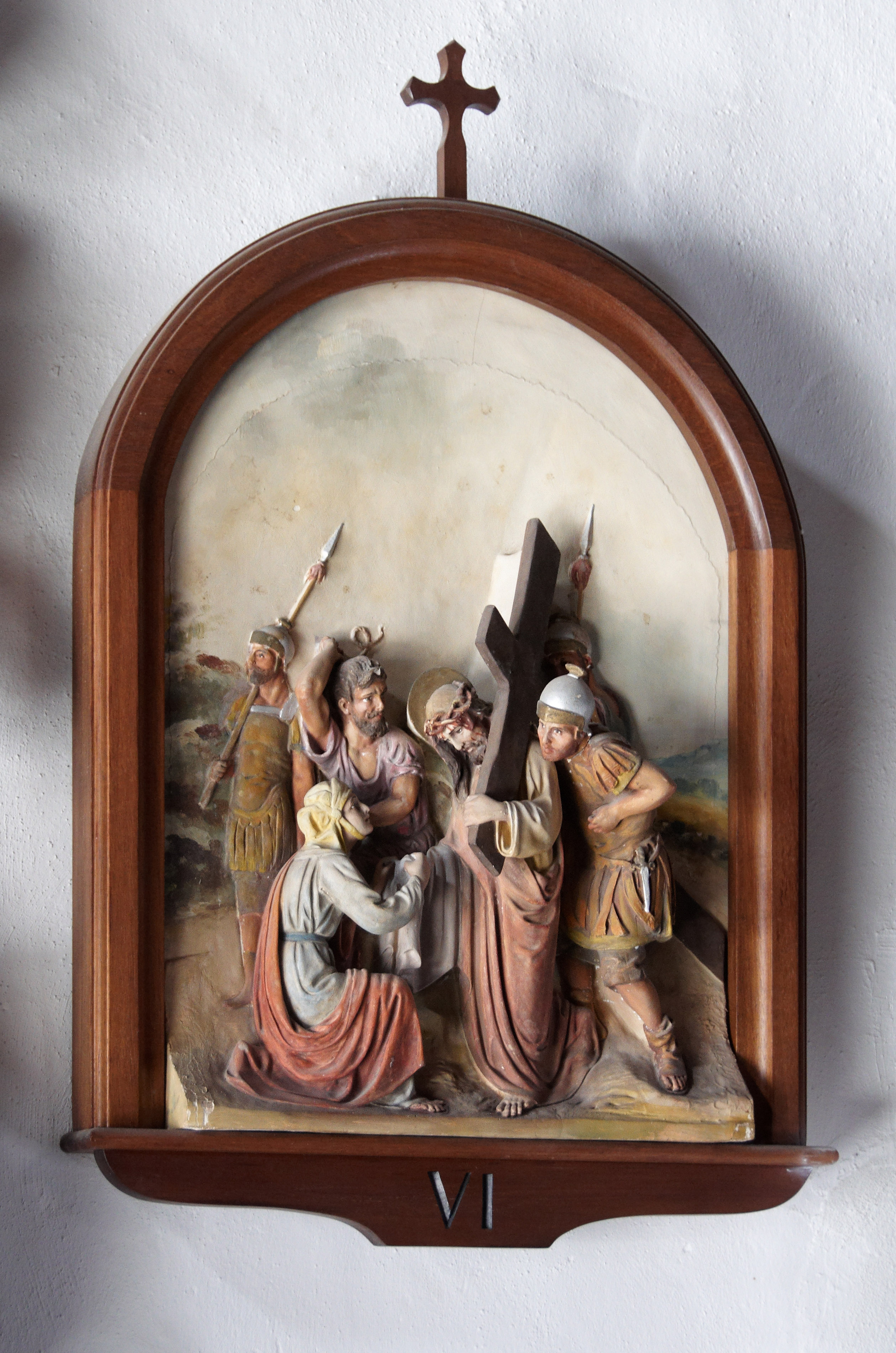
Station eines Kreuzweges